# Temporada 2012 de Fórmula 1

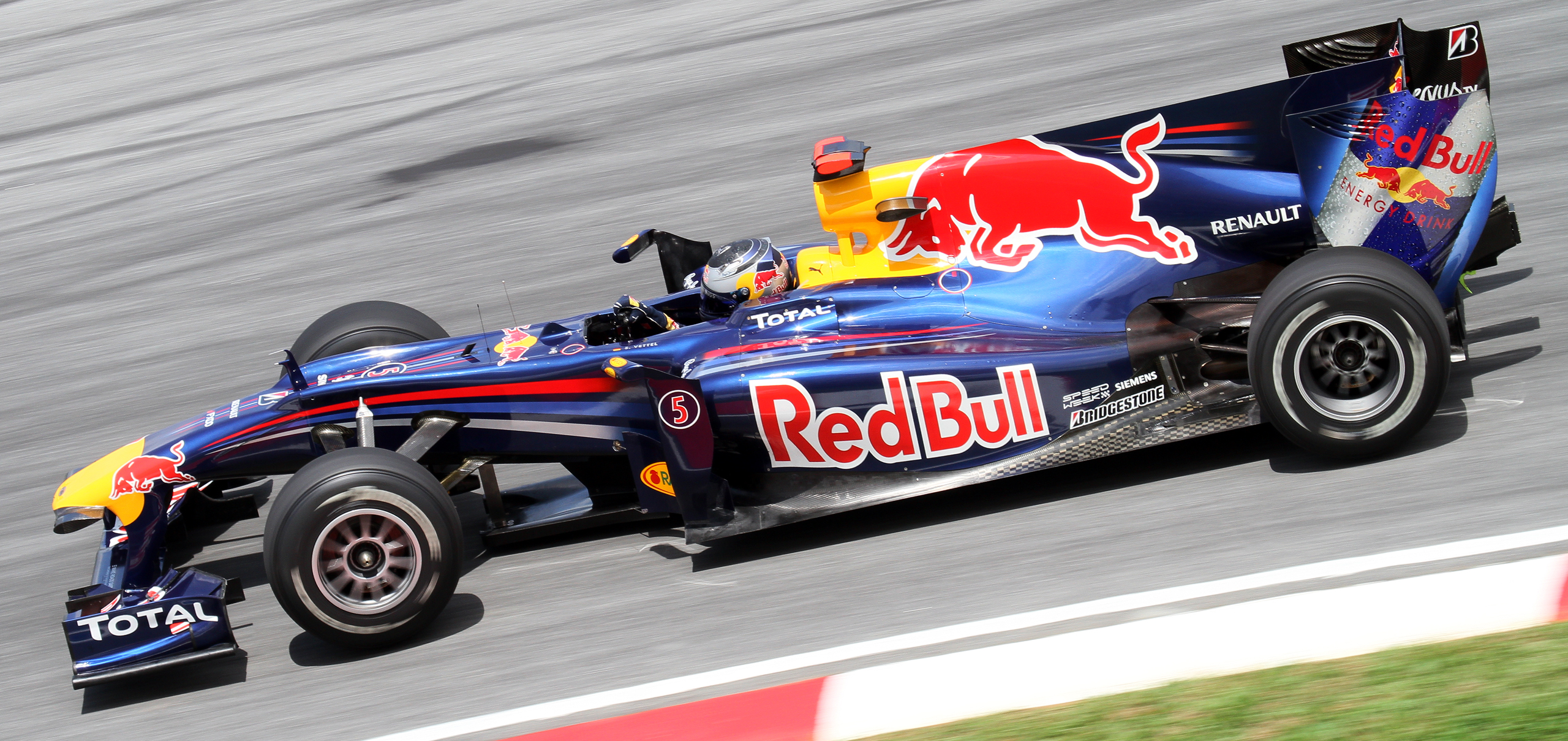
Red Bull-Renault, Campions de constructors de Fórmula 1.

La temporada 2012 de Fórmula 1 és el 63è campionat mundial de Fórmula 1 de la història. Durant aquesta, continua vigent el Pacte de la Concòrdia.

## Defensors del títol
- Pilot:  Sebastian Vettel
- Constructor:  Red Bull Racing

## Campions de la temporada 2012
- Pilot:  Sebastian Vettel
- Constructor:  Red Bull Racing

## Calendari
| Núm. | Data                          | Detalls | Plànol del circuit           | Resultats                    | Resultats                       | Resultats    | Resultats                       | Resultats complerts |
| ---- | ----------------------------- | --- | ---------------------------- | ---------------------------- | ------------------------------- | ------------ | ------------------------------- | ------------------- |
| 1    | 16, 17 i 18 de març           | Gran Premi d'Austràlia · Circuit d'Albert Park · Longitud: 307,574 km · Voltes: 58 · Guanyador 2011: Sebastian Vettel, · Red Bull         | Circuit d'Albert Park        | Primers entrenaments lliures | Jenson Button · McLaren         | Guanyador    | Jenson Button · McLaren         | Resultats           |
| 1    | 16, 17 i 18 de març           | Gran Premi d'Austràlia · Circuit d'Albert Park · Longitud: 307,574 km · Voltes: 58 · Guanyador 2011: Sebastian Vettel, · Red Bull         | Circuit d'Albert Park        | Segons entrenaments lliures  | Michael Schumacher · Mercedes   | 2a posició   | Sebastian Vettel · Red Bull     | Resultats           |
| 1    | 16, 17 i 18 de març           | Gran Premi d'Austràlia · Circuit d'Albert Park · Longitud: 307,574 km · Voltes: 58 · Guanyador 2011: Sebastian Vettel, · Red Bull         | Circuit d'Albert Park        | Tercers entrenaments lliures | Lewis Hamilton · McLaren        | 3a posició   | Lewis Hamilton · McLaren        | Resultats           |
| 1    | 16, 17 i 18 de març           | Gran Premi d'Austràlia · Circuit d'Albert Park · Longitud: 307,574 km · Voltes: 58 · Guanyador 2011: Sebastian Vettel, · Red Bull         | Circuit d'Albert Park        | ‘‘Pole Position'’            | Lewis Hamilton · McLaren        | Volta ràpida | Jenson Button · McLaren         | Resultats           |
| 2    | 23, 24 i 25 de març           | Gran Premi de Malàisia · Circuit de Sepang · Longitud: 310,408 km · Voltes: 56 · Guanyador 2011: Sebastian Vettel, · Red Bull             | Circuit de Sepang            | Primers entrenaments lliures | Lewis Hamilton · McLaren        | Guanyador    | Fernando Alonso · Ferrari       | Resultats           |
| 2    | 23, 24 i 25 de març           | Gran Premi de Malàisia · Circuit de Sepang · Longitud: 310,408 km · Voltes: 56 · Guanyador 2011: Sebastian Vettel, · Red Bull             | Circuit de Sepang            | Segons entrenaments lliures  | Lewis Hamilton · McLaren        | 2a posició   | Sergio Pérez · Sauber           | Resultats           |
| 2    | 23, 24 i 25 de març           | Gran Premi de Malàisia · Circuit de Sepang · Longitud: 310,408 km · Voltes: 56 · Guanyador 2011: Sebastian Vettel, · Red Bull             | Circuit de Sepang            | Tercers entrenaments lliures | Nico Rosberg · Mercedes         | 3a posició   | Lewis Hamilton · McLaren        | Resultats           |
| 2    | 23, 24 i 25 de març           | Gran Premi de Malàisia · Circuit de Sepang · Longitud: 310,408 km · Voltes: 56 · Guanyador 2011: Sebastian Vettel, · Red Bull             | Circuit de Sepang            | ‘‘Pole Position'’            | Lewis Hamilton · McLaren        | Volta ràpida | Kimi Räikkönen · Lotus F1 Team  | Resultats           |
| 3    | 13, 14 i 15 d'abril           | Gran Premi de la Xina · Circuit de Xangai · Longitud: 305,066 km · Voltes: 56 · Guanyador 2011: Lewis Hamilton, · McLaren                 | Circuit de Xangai            | Primers entrenaments lliures | Lewis Hamilton · McLaren        | Guanyador    | Nico Rosberg · Mercedes         | Resultats           |
| 3    | 13, 14 i 15 d'abril           | Gran Premi de la Xina · Circuit de Xangai · Longitud: 305,066 km · Voltes: 56 · Guanyador 2011: Lewis Hamilton, · McLaren                 | Circuit de Xangai            | Segons entrenaments lliures  | Michael Schumacher · Mercedes   | 2a posició   | Jenson Button · McLaren         | Resultats           |
| 3    | 13, 14 i 15 d'abril           | Gran Premi de la Xina · Circuit de Xangai · Longitud: 305,066 km · Voltes: 56 · Guanyador 2011: Lewis Hamilton, · McLaren                 | Circuit de Xangai            | Tercers entrenaments lliures | Lewis Hamilton · McLaren        | 3a posició   | Lewis Hamilton · McLaren        | Resultats           |
| 3    | 13, 14 i 15 d'abril           | Gran Premi de la Xina · Circuit de Xangai · Longitud: 305,066 km · Voltes: 56 · Guanyador 2011: Lewis Hamilton, · McLaren                 | Circuit de Xangai            | ‘‘Pole Position'’            | Nico Rosberg · Mercedes         | Volta ràpida | Kamui Kobayashi · Sauber        | Resultats           |
| 4    | 20, 21 i 22 d'abril           | Gran Premi de Bahrain · Circuit de Sahkir · Longitud: 308,405 km · Voltes: 49 · Guanyador 2011: Anul·lat                                  | Circuit de Sahkir            | Primers entrenaments lliures | Lewis Hamilton · McLaren        | Guanyador    | Sebastian Vettel · Red Bull     | Resultats           |
| 4    | 20, 21 i 22 d'abril           | Gran Premi de Bahrain · Circuit de Sahkir · Longitud: 308,405 km · Voltes: 49 · Guanyador 2011: Anul·lat                                  | Circuit de Sahkir            | Segons entrenaments lliures  | Nico Rosberg · Mercedes         | 2a posició   | Kimi Räikkönen · Lotus F1 Team  | Resultats           |
| 4    | 20, 21 i 22 d'abril           | Gran Premi de Bahrain · Circuit de Sahkir · Longitud: 308,405 km · Voltes: 49 · Guanyador 2011: Anul·lat                                  | Circuit de Sahkir            | Tercers entrenaments lliures | Nico Rosberg · Mercedes         | 3a posició   | Romain Grosjean · Lotus F1 Team | Resultats           |
| 4    | 20, 21 i 22 d'abril           | Gran Premi de Bahrain · Circuit de Sahkir · Longitud: 308,405 km · Voltes: 49 · Guanyador 2011: Anul·lat                                  | Circuit de Sahkir            | ‘‘Pole Position'’            | Sebastian Vettel · Red Bull     | Volta ràpida | Sebastian Vettel · Red Bull     | Resultats           |
| 5    | 11, 12 i 13 de maig           | Gran Premi d'Espanya · Circuit de Catalunya · Longitud: 307,104 km · Voltes: 66 · Guanyador 2011: Sebastian Vettel, · Red Bull            | Circuit de Catalunya         | Primers entrenaments lliures | Fernando Alonso · Ferrari       | Guanyador    | Pastor Maldonado · Williams     | Resultats           |
| 5    | 11, 12 i 13 de maig           | Gran Premi d'Espanya · Circuit de Catalunya · Longitud: 307,104 km · Voltes: 66 · Guanyador 2011: Sebastian Vettel, · Red Bull            | Circuit de Catalunya         | Segons entrenaments lliures  | Jenson Button · McLaren         | 2a posició   | Fernando Alonso · Ferrari       | Resultats           |
| 5    | 11, 12 i 13 de maig           | Gran Premi d'Espanya · Circuit de Catalunya · Longitud: 307,104 km · Voltes: 66 · Guanyador 2011: Sebastian Vettel, · Red Bull            | Circuit de Catalunya         | Tercers entrenaments lliures | Sebastian Vettel · Red Bull     | 3a posició   | Kimi Räikkönen · Lotus F1 Team  | Resultats           |
| 5    | 11, 12 i 13 de maig           | Gran Premi d'Espanya · Circuit de Catalunya · Longitud: 307,104 km · Voltes: 66 · Guanyador 2011: Sebastian Vettel, · Red Bull            | Circuit de Catalunya         | ‘‘Pole Position'’            | Pastor Maldonado · Williams     | Volta ràpida | Romain Grosjean · Lotus F1 Team | Resultats           |
| 6    | 24, 26 i 27 de maig           | Gran Premi de Mònaco · Circuit de Monte Carlo · Longitud: 260,520 km · Voltes: 78 · Guanyador 2011: Sebastian Vettel, · Red Bull          | Circuit de Montecarlo        | Primers entrenaments lliures | Fernando Alonso · Ferrari       | Guanyador    | Mark Webber · Red Bull          | Resultats           |
| 6    | 24, 26 i 27 de maig           | Gran Premi de Mònaco · Circuit de Monte Carlo · Longitud: 260,520 km · Voltes: 78 · Guanyador 2011: Sebastian Vettel, · Red Bull          | Circuit de Montecarlo        | Segons entrenaments lliures  | Jenson Button · McLaren         | 2a posició   | Nico Rosberg · Mercedes         | Resultats           |
| 6    | 24, 26 i 27 de maig           | Gran Premi de Mònaco · Circuit de Monte Carlo · Longitud: 260,520 km · Voltes: 78 · Guanyador 2011: Sebastian Vettel, · Red Bull          | Circuit de Montecarlo        | Tercers entrenaments lliures | Nico Rosberg · Mercedes         | 3a posició   | Fernando Alonso · Ferrari       | Resultats           |
| 6    | 24, 26 i 27 de maig           | Gran Premi de Mònaco · Circuit de Monte Carlo · Longitud: 260,520 km · Voltes: 78 · Guanyador 2011: Sebastian Vettel, · Red Bull          | Circuit de Montecarlo        | ‘‘Pole Position'’            | Mark Webber · Red Bull          | Volta ràpida | Sergio Pérez · Sauber           | Resultats           |
| 7    | 8, 9 i 10 de juny             | Gran Premi del Canadà · Circuit Gilles Villeneuve · Longitud: 305,270 km · Voltes: 70 · Guanyador 2011: Jenson Button, · McLaren          | Circuit Gilles Villeneuve    | Primers entrenaments lliures | Lewis Hamilton · McLaren        | Guanyador    | Lewis Hamilton · McLaren        | Resultats           |
| 7    | 8, 9 i 10 de juny             | Gran Premi del Canadà · Circuit Gilles Villeneuve · Longitud: 305,270 km · Voltes: 70 · Guanyador 2011: Jenson Button, · McLaren          | Circuit Gilles Villeneuve    | Segons entrenaments lliures  | Lewis Hamilton · McLaren        | 2a posició   | Romain Grosjean · Lotus F1 Team | Resultats           |
| 7    | 8, 9 i 10 de juny             | Gran Premi del Canadà · Circuit Gilles Villeneuve · Longitud: 305,270 km · Voltes: 70 · Guanyador 2011: Jenson Button, · McLaren          | Circuit Gilles Villeneuve    | Tercers entrenaments lliures | Sebastian Vettel · Red Bull     | 3a posició   | Sergio Pérez · Sauber           | Resultats           |
| 7    | 8, 9 i 10 de juny             | Gran Premi del Canadà · Circuit Gilles Villeneuve · Longitud: 305,270 km · Voltes: 70 · Guanyador 2011: Jenson Button, · McLaren          | Circuit Gilles Villeneuve    | ‘‘Pole Position'’            | Sebastian Vettel · Red Bull     | Volta ràpida | Sebastian Vettel · Red Bull     | Resultats           |
| 8    | 22, 23 i 24 de juny           | Gran Premi d'Europa · Circuit de València · Longitud: 308,883 km · Voltes: 57 · Guanyador 2011: Sebastian Vettel, · Red Bull              | Circuit de València          | Primers entrenaments lliures | Pastor Maldonado · Williams     | Guanyador    | Fernando Alonso · Ferrari       | Resultats           |
| 8    | 22, 23 i 24 de juny           | Gran Premi d'Europa · Circuit de València · Longitud: 308,883 km · Voltes: 57 · Guanyador 2011: Sebastian Vettel, · Red Bull              | Circuit de València          | Segons entrenaments lliures  | Sebastian Vettel · Red Bull     | 2a posició   | Kimi Räikkönen · Lotus F1 Team  | Resultats           |
| 8    | 22, 23 i 24 de juny           | Gran Premi d'Europa · Circuit de València · Longitud: 308,883 km · Voltes: 57 · Guanyador 2011: Sebastian Vettel, · Red Bull              | Circuit de València          | Tercers entrenaments lliures | Jenson Button · McLaren         | 3a posició   | Michael Schumacher · Mercedes   | Resultats           |
| 8    | 22, 23 i 24 de juny           | Gran Premi d'Europa · Circuit de València · Longitud: 308,883 km · Voltes: 57 · Guanyador 2011: Sebastian Vettel, · Red Bull              | Circuit de València          | ‘‘Pole Position'’            | Sebastian Vettel · Red Bull     | Volta ràpida | Nico Rosberg · Mercedes         | Resultats           |
| 9    | 6, 7 i 8 de juliol            | Gran Premi de Gran Bretanya · Circuit de Silverstone · Longitud: 306,747 km · Voltes: 52 · Guanyador 2011: Fernando Alonso, · Ferrari     | Circuit de Silverstone       | Primers entrenaments lliures | Romain Grosjean · Lotus F1 Team | Guanyador    | Mark Webber · Red Bull          | Resultats           |
| 9    | 6, 7 i 8 de juliol            | Gran Premi de Gran Bretanya · Circuit de Silverstone · Longitud: 306,747 km · Voltes: 52 · Guanyador 2011: Fernando Alonso, · Ferrari     | Circuit de Silverstone       | Segons entrenaments lliures  | Lewis Hamilton · McLaren        | 2a posició   | Fernando Alonso · Ferrari       | Resultats           |
| 9    | 6, 7 i 8 de juliol            | Gran Premi de Gran Bretanya · Circuit de Silverstone · Longitud: 306,747 km · Voltes: 52 · Guanyador 2011: Fernando Alonso, · Ferrari     | Circuit de Silverstone       | Tercers entrenaments lliures | Fernando Alonso · Ferrari       | 3a posició   | Sebastian Vettel · Red Bull     | Resultats           |
| 9    | 6, 7 i 8 de juliol            | Gran Premi de Gran Bretanya · Circuit de Silverstone · Longitud: 306,747 km · Voltes: 52 · Guanyador 2011: Fernando Alonso, · Ferrari     | Circuit de Silverstone       | ‘‘Pole Position'’            | Fernando Alonso · Ferrari       | Volta ràpida | Kimi Räikkönen · Lotus F1 Team  | Resultats           |
| 10   | 20, 21 i 22 de juliol         | Gran Premi d'Alemanya · Circuit de Hockenheimring · Longitud: 306,458 km · Voltes: 67 · Guanyador 2011: Lewis Hamilton, · McLaren         | Hockenheimring               | Primers entrenaments lliures | Jenson Button · McLaren         | Guanyador    | Fernando Alonso · Ferrari       | Resultats           |
| 10   | 20, 21 i 22 de juliol         | Gran Premi d'Alemanya · Circuit de Hockenheimring · Longitud: 306,458 km · Voltes: 67 · Guanyador 2011: Lewis Hamilton, · McLaren         | Hockenheimring               | Segons entrenaments lliures  | Pastor Maldonado · Williams     | 2a posició   | Jenson Button · McLaren         | Resultats           |
| 10   | 20, 21 i 22 de juliol         | Gran Premi d'Alemanya · Circuit de Hockenheimring · Longitud: 306,458 km · Voltes: 67 · Guanyador 2011: Lewis Hamilton, · McLaren         | Hockenheimring               | Tercers entrenaments lliures | Fernando Alonso · Ferrari       | 3a posició   | Kimi Räikkönen · Lotus F1 Team  | Resultats           |
| 10   | 20, 21 i 22 de juliol         | Gran Premi d'Alemanya · Circuit de Hockenheimring · Longitud: 306,458 km · Voltes: 67 · Guanyador 2011: Lewis Hamilton, · McLaren         | Hockenheimring               | ‘‘Pole Position'’            | Fernando Alonso · Ferrari       | Volta ràpida | Michael Schumacher · Mercedes   | Resultats           |
| 11   | 27, 28 i 29 de juliol         | Gran Premi d'Hongria · Circuit de Hungaroring · Longitud: 306,660 km · Voltes: 70 · Guanyador 2011: Jenson Button, · McLaren              | Hungaroring                  | Primers entrenaments lliures | Lewis Hamilton · McLaren        | Guanyador    | Lewis Hamilton · McLaren        | Resultats           |
| 11   | 27, 28 i 29 de juliol         | Gran Premi d'Hongria · Circuit de Hungaroring · Longitud: 306,660 km · Voltes: 70 · Guanyador 2011: Jenson Button, · McLaren              | Hungaroring                  | Segons entrenaments lliures  | Lewis Hamilton · McLaren        | 2a posició   | Kimi Räikkönen · Lotus F1 Team  | Resultats           |
| 11   | 27, 28 i 29 de juliol         | Gran Premi d'Hongria · Circuit de Hungaroring · Longitud: 306,660 km · Voltes: 70 · Guanyador 2011: Jenson Button, · McLaren              | Hungaroring                  | Tercers entrenaments lliures | Mark Webber · Red Bull          | 3a posició   | Romain Grosjean · Lotus F1 Team | Resultats           |
| 11   | 27, 28 i 29 de juliol         | Gran Premi d'Hongria · Circuit de Hungaroring · Longitud: 306,660 km · Voltes: 70 · Guanyador 2011: Jenson Button, · McLaren              | Hungaroring                  | ‘‘Pole Position'’            | Lewis Hamilton · McLaren        | Volta ràpida | Sebastian Vettel · Red Bull     | Resultats           |
| 12   | 31 d'agost, 1 i 2 de setembre | Gran Premi de Bèlgica · Circuit de Spa-Francorchamps · Longitud: 308,238 km · Voltes: 44 · Guanyador 2011: Sebastian Vettel, · Red Bull   | Circuit de Spa-Francorchamps | Primers entrenaments lliures | Kamui Kobayashi · Sauber        | Guanyador    | Jenson Button · McLaren         | Resultats           |
| 12   | 31 d'agost, 1 i 2 de setembre | Gran Premi de Bèlgica · Circuit de Spa-Francorchamps · Longitud: 308,238 km · Voltes: 44 · Guanyador 2011: Sebastian Vettel, · Red Bull   | Circuit de Spa-Francorchamps | Segons entrenaments lliures  | Charles Pic · Marussia          | 2a posició   | Sebastian Vettel · Red Bull     | Resultats           |
| 12   | 31 d'agost, 1 i 2 de setembre | Gran Premi de Bèlgica · Circuit de Spa-Francorchamps · Longitud: 308,238 km · Voltes: 44 · Guanyador 2011: Sebastian Vettel, · Red Bull   | Circuit de Spa-Francorchamps | Tercers entrenaments lliures | Fernando Alonso · Ferrari       | 3a posició   | Kimi Räikkönen · Lotus F1 Team  | Resultats           |
| 12   | 31 d'agost, 1 i 2 de setembre | Gran Premi de Bèlgica · Circuit de Spa-Francorchamps · Longitud: 308,238 km · Voltes: 44 · Guanyador 2011: Sebastian Vettel, · Red Bull   | Circuit de Spa-Francorchamps | ‘‘Pole Position'’            | Jenson Button · McLaren         | Volta ràpida | Bruno Senna · Williams          | Resultats           |
| 13   | 7, 8 i 9 de setembre          | Gran Premi d'Itàlia · Circuit de Monza · Longitud: 306,720 km · Voltes: 53 · Guanyador 2011: Sebastian Vettel, · Red Bull                 | Circuit de Monza             | Primers entrenaments lliures | Michael Schumacher · Mercedes   | Guanyador    | Lewis Hamilton · McLaren        | Resultats           |
| 13   | 7, 8 i 9 de setembre          | Gran Premi d'Itàlia · Circuit de Monza · Longitud: 306,720 km · Voltes: 53 · Guanyador 2011: Sebastian Vettel, · Red Bull                 | Circuit de Monza             | Segons entrenaments lliures  | Lewis Hamilton · McLaren        | 2a posició   | Sergio Pérez · Sauber           | Resultats           |
| 13   | 7, 8 i 9 de setembre          | Gran Premi d'Itàlia · Circuit de Monza · Longitud: 306,720 km · Voltes: 53 · Guanyador 2011: Sebastian Vettel, · Red Bull                 | Circuit de Monza             | Tercers entrenaments lliures | Lewis Hamilton · McLaren        | 3a posició   | Fernando Alonso · Ferrari       | Resultats           |
| 13   | 7, 8 i 9 de setembre          | Gran Premi d'Itàlia · Circuit de Monza · Longitud: 306,720 km · Voltes: 53 · Guanyador 2011: Sebastian Vettel, · Red Bull                 | Circuit de Monza             | ‘‘Pole Position'’            | Lewis Hamilton · McLaren        | Volta ràpida | Nico Rosberg · Mercedes         | Resultats           |
| 14   | 21, 22 i 23 de setembre       | Gran Premi de Singapur · Circuit de Singapur · Longitud: 309,316 km · Voltes: 61 · Guanyador 2011: Sebastian Vettel, · Red Bull           | Circuit de Singapur          | Primers entrenaments lliures | Sebastian Vettel · Red Bull     | Guanyador    | Sebastian Vettel · Red Bull     | Resultats           |
| 14   | 21, 22 i 23 de setembre       | Gran Premi de Singapur · Circuit de Singapur · Longitud: 309,316 km · Voltes: 61 · Guanyador 2011: Sebastian Vettel, · Red Bull           | Circuit de Singapur          | Segons entrenaments lliures  | Sebastian Vettel · Red Bull     | 2a posició   | Jenson Button · McLaren         | Resultats           |
| 14   | 21, 22 i 23 de setembre       | Gran Premi de Singapur · Circuit de Singapur · Longitud: 309,316 km · Voltes: 61 · Guanyador 2011: Sebastian Vettel, · Red Bull           | Circuit de Singapur          | Tercers entrenaments lliures | Sebastian Vettel · Red Bull     | 3a posició   | Fernando Alonso · Ferrari       | Resultats           |
| 14   | 21, 22 i 23 de setembre       | Gran Premi de Singapur · Circuit de Singapur · Longitud: 309,316 km · Voltes: 61 · Guanyador 2011: Sebastian Vettel, · Red Bull           | Circuit de Singapur          | ‘‘Pole Position'’            | Lewis Hamilton · McLaren        | Volta ràpida | Nico Hülkenberg · Force India   | Resultats           |
| 15   | 5, 6 i 7 d'octubre            | Gran Premi del Japó · Circuit de Suzuka · Longitud: 307,573 km · Voltes: 53 · Guanyador 2011: Jenson Button, · McLaren                    | Circuit de Suzuka            | Primers entrenaments lliures | Jenson Button · McLaren         | Guanyador    | Sebastian Vettel · Red Bull     | Resultats           |
| 15   | 5, 6 i 7 d'octubre            | Gran Premi del Japó · Circuit de Suzuka · Longitud: 307,573 km · Voltes: 53 · Guanyador 2011: Jenson Button, · McLaren                    | Circuit de Suzuka            | Segons entrenaments lliures  | Mark Webber · Red Bull          | 2a posició   | Felipe Massa · Ferrari          | Resultats           |
| 15   | 5, 6 i 7 d'octubre            | Gran Premi del Japó · Circuit de Suzuka · Longitud: 307,573 km · Voltes: 53 · Guanyador 2011: Jenson Button, · McLaren                    | Circuit de Suzuka            | Tercers entrenaments lliures | Sebastian Vettel · Red Bull     | 3a posició   | Kamui Kobayashi · Sauber        | Resultats           |
| 15   | 5, 6 i 7 d'octubre            | Gran Premi del Japó · Circuit de Suzuka · Longitud: 307,573 km · Voltes: 53 · Guanyador 2011: Jenson Button, · McLaren                    | Circuit de Suzuka            | ‘‘Pole Position'’            | Sebastian Vettel · Red Bull     | Volta ràpida | Sebastian Vettel · Red Bull     | Resultats           |
| 16   | 12, 13 i 14 d'octubre         | Gran Premi de Corea · Circuit de Yeongam · Longitud: 308,630 km · Voltes: 55 · Guanyador 2011: Sebastian Vettel, · Red Bull               | Circuit de Yeongam           | Primers entrenaments lliures | Lewis Hamilton · McLaren        | Guanyador    | Sebastian Vettel · Red Bull     | Resultats           |
| 16   | 12, 13 i 14 d'octubre         | Gran Premi de Corea · Circuit de Yeongam · Longitud: 308,630 km · Voltes: 55 · Guanyador 2011: Sebastian Vettel, · Red Bull               | Circuit de Yeongam           | Segons entrenaments lliures  | Sebastian Vettel · Red Bull     | 2a posició   | Mark Webber · Red Bull          | Resultats           |
| 16   | 12, 13 i 14 d'octubre         | Gran Premi de Corea · Circuit de Yeongam · Longitud: 308,630 km · Voltes: 55 · Guanyador 2011: Sebastian Vettel, · Red Bull               | Circuit de Yeongam           | Tercers entrenaments lliures | Sebastian Vettel · Red Bull     | 3a posició   | Fernando Alonso · Ferrari       | Resultats           |
| 16   | 12, 13 i 14 d'octubre         | Gran Premi de Corea · Circuit de Yeongam · Longitud: 308,630 km · Voltes: 55 · Guanyador 2011: Sebastian Vettel, · Red Bull               | Circuit de Yeongam           | ‘‘Pole Position'’            | Mark Webber · Red Bull          | Volta ràpida | Mark Webber · Red Bull          | Resultats           |
| 17   | 26, 27 i 28 d'octubre         | Gran Premi de l'Índia · Circuit Internacional de Buddh · Longitud: 307.249 km · Voltes: 63 · Guanyador 2011: Sebastian Vettel, · Red Bull | Circuit de Buddh             | Primers entrenaments lliures | Sebastian Vettel · Red Bull     | Guanyador    | Sebastian Vettel · Red Bull     | Resultats           |
| 17   | 26, 27 i 28 d'octubre         | Gran Premi de l'Índia · Circuit Internacional de Buddh · Longitud: 307.249 km · Voltes: 63 · Guanyador 2011: Sebastian Vettel, · Red Bull | Circuit de Buddh             | Segons entrenaments lliures  | Sebastian Vettel · Red Bull     | 2a posició   | Fernando Alonso · Ferrari       | Resultats           |
| 17   | 26, 27 i 28 d'octubre         | Gran Premi de l'Índia · Circuit Internacional de Buddh · Longitud: 307.249 km · Voltes: 63 · Guanyador 2011: Sebastian Vettel, · Red Bull | Circuit de Buddh             | Tercers entrenaments lliures | Sebastian Vettel · Red Bull     | 3a posició   | Mark Webber · Red Bull          | Resultats           |
| 17   | 26, 27 i 28 d'octubre         | Gran Premi de l'Índia · Circuit Internacional de Buddh · Longitud: 307.249 km · Voltes: 63 · Guanyador 2011: Sebastian Vettel, · Red Bull | Circuit de Buddh             | ‘‘Pole Position'’            | Sebastian Vettel · Red Bull     | Volta ràpida | Jenson Button · McLaren         | Resultats           |
| 18   | 2, 3 i 4 de novembre          | Gran Premi d'Abu Dhabi · Circuit Yas Marina · Longitud: 305,361 km · Voltes: 55 · Guanyador 2011: Lewis Hamilton, · McLaren               | Circuit Yas Marina           | Primers entrenaments lliures | Lewis Hamilton · McLaren        | Guanyador    | Kimi Räikkönen · Lotus F1 Team  | Resultats           |
| 18   | 2, 3 i 4 de novembre          | Gran Premi d'Abu Dhabi · Circuit Yas Marina · Longitud: 305,361 km · Voltes: 55 · Guanyador 2011: Lewis Hamilton, · McLaren               | Circuit Yas Marina           | Segons entrenaments lliures  | Sebastian Vettel · Red Bull     | 2a posició   | Fernando Alonso · Ferrari       | Resultats           |
| 18   | 2, 3 i 4 de novembre          | Gran Premi d'Abu Dhabi · Circuit Yas Marina · Longitud: 305,361 km · Voltes: 55 · Guanyador 2011: Lewis Hamilton, · McLaren               | Circuit Yas Marina           | Tercers entrenaments lliures | Lewis Hamilton · McLaren        | 3a posició   | Sebastian Vettel · Red Bull     | Resultats           |
| 18   | 2, 3 i 4 de novembre          | Gran Premi d'Abu Dhabi · Circuit Yas Marina · Longitud: 305,361 km · Voltes: 55 · Guanyador 2011: Lewis Hamilton, · McLaren               | Circuit Yas Marina           | ‘‘Pole Position'’            | Lewis Hamilton · McLaren        | Volta ràpida | Sebastian Vettel · Red Bull     | Resultats           |
| 19   | 16, 17 i 18 de novembre       | Gran Premi dels Estats Units · Circuit d'Austin · Longitud: 308,896 km · Voltes: 56 · Guanyador 2011: ---                                 | Circuit d'Austin             | Primers entrenaments lliures | Sebastian Vettel · Red Bull     | Guanyador    | Lewis Hamilton · McLaren        | Resultats           |
| 19   | 16, 17 i 18 de novembre       | Gran Premi dels Estats Units · Circuit d'Austin · Longitud: 308,896 km · Voltes: 56 · Guanyador 2011: ---                                 | Circuit d'Austin             | Segons entrenaments lliures  | Sebastian Vettel · Red Bull     | 2a posició   | Sebastian Vettel · Red Bull     | Resultats           |
| 19   | 16, 17 i 18 de novembre       | Gran Premi dels Estats Units · Circuit d'Austin · Longitud: 308,896 km · Voltes: 56 · Guanyador 2011: ---                                 | Circuit d'Austin             | Tercers entrenaments lliures | Sebastian Vettel · Red Bull     | 3a posició   | Fernando Alonso · Ferrari       | Resultats           |
| 19   | 16, 17 i 18 de novembre       | Gran Premi dels Estats Units · Circuit d'Austin · Longitud: 308,896 km · Voltes: 56 · Guanyador 2011: ---                                 | Circuit d'Austin             | ‘‘Pole Position'’            | Sebastian Vettel · Red Bull     | Volta ràpida | Sebastian Vettel · Red Bull     | Resultats           |
| 20   | 23, 24 i 25 de novembre       | Gran Premi de Brasil · Circuit d'Interlagos · Longitud: 305,909 km · Voltes: 71 · Guanyador 2011: Mark Webber, · Red Bull                 | Circuit d'Interlagos         | Primers entrenaments lliures | Lewis Hamilton · McLaren        | Guanyador    | Jenson Button · McLaren         | Resultats           |
| 20   | 23, 24 i 25 de novembre       | Gran Premi de Brasil · Circuit d'Interlagos · Longitud: 305,909 km · Voltes: 71 · Guanyador 2011: Mark Webber, · Red Bull                 | Circuit d'Interlagos         | Segons entrenaments lliures  | Lewis Hamilton · McLaren        | 2a posició   | Fernando Alonso · Ferrari       | Resultats           |
| 20   | 23, 24 i 25 de novembre       | Gran Premi de Brasil · Circuit d'Interlagos · Longitud: 305,909 km · Voltes: 71 · Guanyador 2011: Mark Webber, · Red Bull                 | Circuit d'Interlagos         | Tercers entrenaments lliures | Jenson Button · McLaren         | 3a posició   | Felipe Massa · Ferrari          | Resultats           |
| 20   | 23, 24 i 25 de novembre       | Gran Premi de Brasil · Circuit d'Interlagos · Longitud: 305,909 km · Voltes: 71 · Guanyador 2011: Mark Webber, · Red Bull                 | Circuit d'Interlagos         | ‘‘Pole Position'’            | Lewis Hamilton · McLaren        | Volta ràpida | Lewis Hamilton · McLaren        | Resultats           |

## Campionat
| Nº | Nom           | Circuit                        | Pole             | Volta ràpida       | Pilot guanyador  | Equip guanyador    | Resultats |
| -- | ------------- | ------------------------------ | ---------------- | ------------------ | ---------------- | ------------------ | --------- |
| 1  | Austràlia     | Albert Park                    | Lewis Hamilton   | Jenson Button      | Jenson Button    | McLaren-Mercedes   | Resultats |
| 2  | Malàisia      | Sepang                         | Lewis Hamilton   | Kimi Räikkönen     | Fernando Alonso  | Ferrari            | Resultats |
| 3  | Xina          | Internacional de Xangai        | Nico Rosberg     | Kamui Kobayashi    | Nico Rosberg     | Mercedes GP        | Resultats |
| 4  | Bahrain       | Circuit de Bahrain             | Sebastian Vettel | Sebastian Vettel   | Sebastian Vettel | Red Bull - Renault | Resultats |
| 5  | Espanya       | Catalunya                      | Pastor Maldonado | Romain Grosjean    | Pastor Maldonado | Williams-Renault   | Resultats |
| 6  | Mònaco        | Urbà de Montecarlo             | Mark Webber      | Sergio Pérez       | Mark Webber      | Red Bull - Renault | Resultats |
| 7  | Canadà        | Gilles Villeneuve              | Sebastian Vettel | Sebastian Vettel   | Lewis Hamilton   | McLaren-Mercedes   | Resultats |
| 8  | Europa        | Urbà de València               | Sebastian Vettel | Nico Rosberg       | Fernando Alonso  | Ferrari            | Resultats |
| 9  | Gran Br.      | Silverstone                    | Fernando Alonso  | Kimi Räikkönen     | Mark Webber      | Red Bull-Renault   | Resultats |
| 10 | Alemanya      | Hockenheim                     | Fernando Alonso  | Michael Schumacher | Fernando Alonso  | Ferrari            | Resultats |
| 11 | Hongria       | Hungaroring                    | Lewis Hamilton   | Sebastian Vettel   | Lewis Hamilton   | McLaren-Mercedes   | Resultats |
| 12 | Bèlgica       | Spa-Francorchamps              | Jenson Button    | Bruno Senna        | Jenson Button    | McLaren-Mercedes   | Resultats |
| 13 | Itàlia        | Autodromo Nazionale di Monza   | Lewis Hamilton   | Nico Rosberg       | Lewis Hamilton   | McLaren-Mercedes   | Resultats |
| 14 | Singapur      | Marina Bay                     | Lewis Hamilton   | Nico Hulkenberg    | Sebastian Vettel | Red Bull - Renault | Resultats |
| 15 | Japó          | Suzuka                         | Sebastian Vettel | Sebastian Vettel   | Sebastian Vettel | Red Bull - Renault | Resultats |
| 16 | Corea del Sud | Circuit Internacional de Corea | Mark Webber      | Mark Webber        | Sebastian Vettel | Red Bull - Renault | Resultats |
| 17 | Índia         | Circuit Internacional de Buddh | Sebastian Vettel | Jenson Button      | Sebastian Vettel | Red Bull - Renault | Resultats |
| 18 | Abu Dhabi     | Yas Island                     | Lewis Hamilton   | Sebastian Vettel   | Kimi Räikkönen   | Lotus F1 Team      | Resultats |
| 19 | Estats Units  | Circuit d'Austin               | Sebastian Vettel | Sebastian Vettel   | Lewis Hamilton   | McLaren-Mercedes   | Resultats |
| 20 | Brasil        | Carlos Pace de Interlagos      | Lewis Hamilton   | Lewis Hamilton     | Jenson Button    | McLaren-Mercedes   | Resultats |

## Classificacions
Taula dels punts guanyats per la posició al final de la cursa.
| Posició | 1r | 2n | 3r | 4t | 5è | 6è | 7è | 8è | 9è | 10è |
| Punts   | 25 | 18 | 15 | 12 | 10 | 8  | 6  | 4  | 2  | 1   |

### Campionat de pilots
| Pos | Pilot              | AUS · | MAL · | XIN · | BAH · | ESP · | MON · | CAN · | EUR · | GBR · | ALE · | HON · | BEL · | ITA · | SIN · | JAP · | COR · | IND · | ABU · | USA · | BRA · | Punts |
| --- | ------------------ | ----- | ----- | ----- | ----- | ----- | ----- | ----- | ----- | ----- | ----- | ----- | ----- | ----- | ----- | ----- | ----- | ----- | ----- | ----- | ----- | ----- |
| 1   | Sebastian Vettel   | 2     | 11    | 5     | 1     | 6     | 4     | 4     | Ret   | 3     | 5     | 4     | 2     | 22†   | 1     | 1     | 1     | 1     | 3     | 2     | 6     | 281   |
| 2   | Fernando Alonso    | 5     | 1     | 9     | 7     | 2     | 3     | 5     | 1     | 2     | 1     | 5     | Ret   | 3     | 3     | Ret   | 3     | 2     | 2     | 3     | 2     | 278   |
| 3   | Kimi Räikkönen     | 7     | 5     | 14    | 2     | 3     | 9     | 8     | 2     | 5     | 3     | 2     | 3     | 5     | 6     | 6     | 5     | 7     | 1     | 6     | 10    | 207   |
| 4   | Lewis Hamilton     | 3     | 3     | 3     | 8     | 8     | 5     | 1     | 19†   | 8     | Ret   | 1     | Ret   | 1     | Ret   | 5     | 10    | 4     | Ret   | 1     | Ret   | 190   |
| 5   | Jenson Button      | 1     | 14    | 2     | 18†   | 9     | 16†   | 16    | 8     | 10    | 2     | 6     | 1     | Ret   | 2     | 4     | Ret   | 5     | 4     | 5     | 1     | 188   |
| 6   | Mark Webber        | 4     | 4     | 4     | 4     | 11    | 1     | 7     | 4     | 1     | 8     | 8     | 6     | 20†   | 11    | 9     | 2     | 3     | Ret   | Ret   | 4     | 179   |
| 7   | Felipe Massa       | Ret   | 15    | 13    | 9     | 15    | 6     | 10    | 16    | 4     | 12    | 9     | 5     | 4     | 8     | 2     | 4     | 6     | 7     | 4     | 3     | 122   |
| 8   | Romain Grosjean    | Ret   | Ret   | 6     | 3     | 4     | Ret   | 2     | Ret   | 6     | 18    | 3     | Ret   |       | 7     | 19†   | 7     | 9     | Ret   | 7     | Ret   | 96    |
| 9   | Nico Rosberg       | 12    | 13    | 1     | 5     | 7     | 2     | 6     | 6     | 15    | 10    | 10    | 11    | 7     | 5     | Ret   | Ret   | 11    | Ret   | 13    | 15    | 93    |
| 10  | Sergio Pérez       | 8     | 2     | 11    | 11    | Ret   | 11    | 3     | 9     | Ret   | 6     | 14    | Ret   | 2     | 10    | Ret   | 11    | Ret   | 15    | 11    | Ret   | 66    |
| 11  | Nico Hülkenberg    | Ret   | 9     | 15    | 12    | 10    | 8     | 12    | 5     | 12    | 9     | 11    | 4     | 21†   | 14    | 7     | 6     | 8     | Ret   | 8     | 5     | 63    |
| 12  | Kamui Kobayashi    | 6     | Ret   | 10    | 13    | 5     | Ret   | 9     | Ret   | 11    | 4     | 18†   | 13    | 9     | 13    | 3     | Ret   | 14    | 6     | 14    | 9     | 60    |
| 13  | Michael Schumacher | Ret   | 10    | Ret   | 10    | Ret   | Ret   | Ret   | 3     | 7     | 7     | Ret   | 7     | 6     | Ret   | 11    | 13    | 22†   | 11    | 16    | 7     | 49    |
| 14  | Paul di Resta      | 10    | 7     | 12    | 6     | 14    | 7     | 11    | 7     | Ret   | 11    | 12    | 10    | 8     | 4     | 12    | 12    | 12    | 9     | 15    | 19†   | 46    |
| 15  | Pastor Maldonado   | 13†   | 19†   | 8     | Ret   | 1     | Ret   | 13    | 12    | 16    | 15    | 13    | Ret   | 11    | Ret   | 8     | 14    | 16    | 5     | 9     | Ret   | 45    |
| 16  | Bruno Senna        | 16†   | 6     | 7     | 22†   | Ret   | 10    | 17    | 10    | 9     | 17    | 7     | 12    | 10    | 18†   | 14    | 15    | 10    | 8     | 10    | Ret   | 31    |
| 17  | Jean-Éric Vergne   | 11    | 8     | 16    | 14    | 12    | 12    | 15    | Ret   | 14    | 14    | 16    | 8     | Ret   | Ret   | 13    | 8     | 15    | 12    | Ret   | 8     | 16    |
| 18  | Daniel Ricciardo   | 9     | 12    | 17    | 15    | 13    | Ret   | 14    | 11    | 13    | 13    | 15    | 9     | 12    | 9     | 10    | 9     | 13    | 10    | 12    | 13    | 10    |
| 19  | Vitali Petrov      | Ret   | 16    | 18    | 16    | 17    | Ret   | 19    | 13    | NVS   | 16    | 19    | 14    | 15    | 19    | 17    | 16    | 17    | 16    | 17    | 11    | 0     |
| 20  | Timo Glock         | 14    | 17    | 19    | 19    | 18    | 14    | Ret   | NVS   | 18    | 22    | 21    | 15    | 17    | 12    | 16    | 18    | 20    | 14    | 19    | 16    | 0     |
| 21  | Charles Pic        | 15†   | 20    | 20    | Ret   | Ret   | Ret   | 20    | 15    | 19    | 20    | 20    | 16    | 16    | 16    | Ret   | 19    | 19    | Ret   | 20    | 12    | 0     |
| 22  | Heikki Kovalainen  | Ret   | 18    | 23    | 17    | 16    | 13    | 18    | 14    | 17    | 19    | 17    | 17    | 14    | 15    | 15    | 17    | 18    | 13    | 18    | 14    | 0     |
| 23  | Jérôme d'Ambrosio  |       |       |       |       |       |       |       |       |       |       |       |       | 13    |       |       |       |       |       |       |       | 0     |
| 24  | Narain Karthikeyan | NVQ   | 22    | 22    | 21    | Ret   | 15    | Ret   | 18    | 21    | 23    | Ret   | Ret   | 19    | Ret   | Ret   | 20    | 21    | Ret   | 22    | 18    | 0     |
| 25  | Pedro de la Rosa   | NVQ   | 21    | 21    | 20    | 19    | Ret   | Ret   | 17    | 20    | 21    | 22    | 18    | 18    | 17    | 18    | Ret   | Ret   | 17    | 21    | 17    | 0     |
| Pos | Pilot              | AUS · | MAL · | XIN · | BAH · | ESP · | MON · | CAN · | EUR · | GBR · | ALE · | HON · | BEL · | ITA · | SIN · | JAP · | COR · | IND · | ABU · | USA · | BRA · | Punts |

| Color    | Llegenda                          |
| -------- | --------------------------------- |
| Or       | Guanyador                         |
| Argent   | 2n lloc                           |
| Bronze   | 3r lloc                           |
| Verd     | Posició amb punts                 |
| Blau     | Posició sense punts               |
| Lila     | Retirat (Ret)                     |
| Salmó    | No classificat (NVQ)              |
| Negre    | Desqualificat (DSQ)               |
| Blau cel | Test divendres (TD) - (2003-2007) |
| Blanc    | No va sortir (NVS)                |
| Blanc    | No va entrenar (NVP)              |
| Blanc    | Lesió (Les)                       |
| Blanc    | Exclòs (EX)                       |

| Estat   | Resultat                                                     |
| Negreta | Pole position                                                |
| Cursiva | Volta ràpida                                                 |
| †       | Abandona, però es classifica en completar el 90% de la cursa |

### Campionat de Constructors
| Pos | Constructor          | Cotxe Núm. | AUS · | MAL · | XIN · | BAH · | ESP · | MON · | CAN · | EUR · | GBR · | ALE · | HON · | BEL · | ITA · | SIN · | JAP · | COR · | IND · | ABU · | USA · | BRA · | Punts |
| --- | -------------------- | ---------- | ----- | ----- | ----- | ----- | ----- | ----- | ----- | ----- | ----- | ----- | ----- | ----- | ----- | ----- | ----- | ----- | ----- | ----- | ----- | ----- | ----- |
| 1   | Red Bull-Renault     | 1          | 2     | 11    | 5     | 1     | 6     | 4     | 4     | Ret   | 3     | 5     | 4     | 2     | 22†   | 1     | 1     | 1     | 1     | 3     | 2     | 6     | 460   |
| 1   | Red Bull-Renault     | 2          | 4     | 4     | 4     | 4     | 11    | 1     | 7     | 4     | 1     | 8     | 8     | 6     | 20†   | 11    | 9     | 2     | 3     | Ret   | Ret   | 4     | 460   |
| 2   | Ferrari              | 5          | 5     | 1     | 9     | 7     | 2     | 3     | 5     | 1     | 2     | 1     | 5     | Ret   | 3     | 3     | Ret   | 3     | 2     | 2     | 3     | 2     | 400   |
| 2   | Ferrari              | 6          | Ret   | 15    | 13    | 9     | 15    | 6     | 10    | 16    | 4     | 12    | 9     | 5     | 4     | 8     | 2     | 4     | 6     | 7     | 4     | 3     | 400   |
| 3   | McLaren-Mercedes     | 3          | 1     | 14    | 2     | 18†   | 9     | 16†   | 16    | 8     | 10    | 2     | 6     | 1     | Ret   | 2     | 4     | Ret   | 5     | 4     | 5     | 1     | 378   |
| 3   | McLaren-Mercedes     | 4          | 3     | 3     | 3     | 8     | 8     | 5     | 1     | 19†   | 8     | Ret   | 1     | Ret   | 1     | Ret   | 5     | 10    | 4     | Ret   | 1     | Ret   | 378   |
| 4   | Lotus-Renault        | 9          | 7     | 5     | 14    | 2     | 3     | 9     | 8     | 2     | 5     | 3     | 2     | 3     | 5     | 6     | 6     | 5     | 7     | 1     | 6     | 10    | 303   |
| 4   | Lotus-Renault        | 10         | Ret   | Ret   | 6     | 3     | 4     | Ret   | 2     | Ret   | 6     | 18    | 3     | Ret   | 13    | 7     | 19†   | 7     | 9     | Ret   | 7     | Ret   | 303   |
| 5   | Mercedes             | 7          | Ret   | 10    | Ret   | 10    | Ret   | Ret   | Ret   | 3     | 7     | 7     | Ret   | 7     | 6     | Ret   | 11    | 13    | 22†   | 11    | 16    | 7     | 142   |
| 5   | Mercedes             | 8          | 12    | 13    | 1     | 5     | 7     | 2     | 6     | 6     | 15    | 10    | 10    | 11    | 7     | 5     | Ret   | Ret   | 11    | Ret   | 13    | 15    | 142   |
| 6   | Sauber-Ferrari       | 14         | 6     | Ret   | 10    | 13    | 5     | Ret   | 9     | Ret   | 11    | 4     | 18†   | 13    | 9     | 13    | 3     | Ret   | 14    | 6     | 14    | 9     | 126   |
| 6   | Sauber-Ferrari       | 15         | 8     | 2     | 11    | 11    | Ret   | 11    | 3     | 9     | Ret   | 6     | 14    | Ret   | 2     | 10    | Ret   | 11    | Ret   | 15    | 11    | Ret   | 126   |
| 7   | Force India-Mercedes | 11         | 10    | 7     | 12    | 6     | 14    | 7     | 11    | 7     | Ret   | 11    | 12    | 10    | 8     | 4     | 12    | 12    | 12    | 9     | 15    | 19†   | 109   |
| 7   | Force India-Mercedes | 12         | Ret   | 9     | 15    | 12    | 10    | 8     | 12    | 5     | 12    | 9     | 11    | 4     | 21†   | 14    | 7     | 6     | 8     | Ret   | 8     | 5     | 109   |
| 8   | Williams-Renault     | 18         | 13†   | 19†   | 8     | Ret   | 1     | Ret   | 13    | 12    | 16    | 15    | 13    | Ret   | 11    | Ret   | 8     | 14    | 16    | 5     | 9     | Ret   | 76    |
| 8   | Williams-Renault     | 19         | 16†   | 6     | 7     | 22†   | Ret   | 10    | 17    | 10    | 9     | 17    | 7     | 12    | 10    | 18†   | 14    | 15    | 10    | 8     | 10    | Ret   | 76    |
| 9   | Toro Rosso-Ferrari   | 16         | 9     | 12    | 17    | 15    | 13    | Ret   | 14    | 11    | 13    | 13    | 15    | 9     | 12    | 9     | 10    | 9     | 13    | 10    | 12    | 13    | 26    |
| 9   | Toro Rosso-Ferrari   | 17         | 11    | 8     | 16    | 14    | 12    | 12    | 15    | Ret   | 14    | 14    | 16    | 8     | Ret   | Ret   | 13    | 8     | 15    | 12    | Ret   | 8     | 26    |
| 10  | Caterham-Renault     | 20         | Ret   | 18    | 23    | 17    | 16    | 13    | 18    | 14    | 17    | 19    | 17    | 17    | 14    | 15    | 15    | 17    | 18    | 13    | 18    | 14    | 0     |
| 10  | Caterham-Renault     | 21         | Ret   | 16    | 18    | 16    | 17    | Ret   | 19    | 13    | DNS   | 16    | 19    | 14    | 15    | 19    | 17    | 16    | 17    | 16    | 17    | 11    | 0     |
| 11  | Marussia-Cosworth    | 24         | 14    | 17    | 19    | 19    | 18    | 14    | Ret   | DNS   | 18    | 22    | 21    | 15    | 17    | 12    | 16    | 18    | 20    | 14    | 19    | 16    | 0     |
| 11  | Marussia-Cosworth    | 25         | 15†   | 20    | 20    | Ret   | Ret   | Ret   | 20    | 15    | 19    | 20    | 20    | 16    | 16    | 16    | Ret   | 19    | 19    | Ret   | 20    | 12    | 0     |
| 12  | HRT-Cosworth         | 22         | DNQ   | 21    | 21    | 20    | 19    | Ret   | Ret   | 17    | 20    | 21    | 22    | 18    | 18    | 17    | 18    | Ret   | Ret   | 17    | 21    | 17    | 0     |
| 12  | HRT-Cosworth         | 23         | DNQ   | 22    | 22    | 21    | Ret   | 15    | Ret   | 18    | 21    | 23    | Ret   | Ret   | 19    | Ret   | Ret   | 20    | 21    | Ret   | 22    | 18    | 0     |
| Pos | Constructor          | Cotxe Núm. | AUS · | MAL · | XIN · | BAH · | ESP · | MON · | CAN · | EUR · | GBR · | ALE · | HON · | BEL · | ITA · | SIN · | JAP · | COR · | IND · | ABU · | USA · | BRA · | Punts |